# Pays d'en Haut

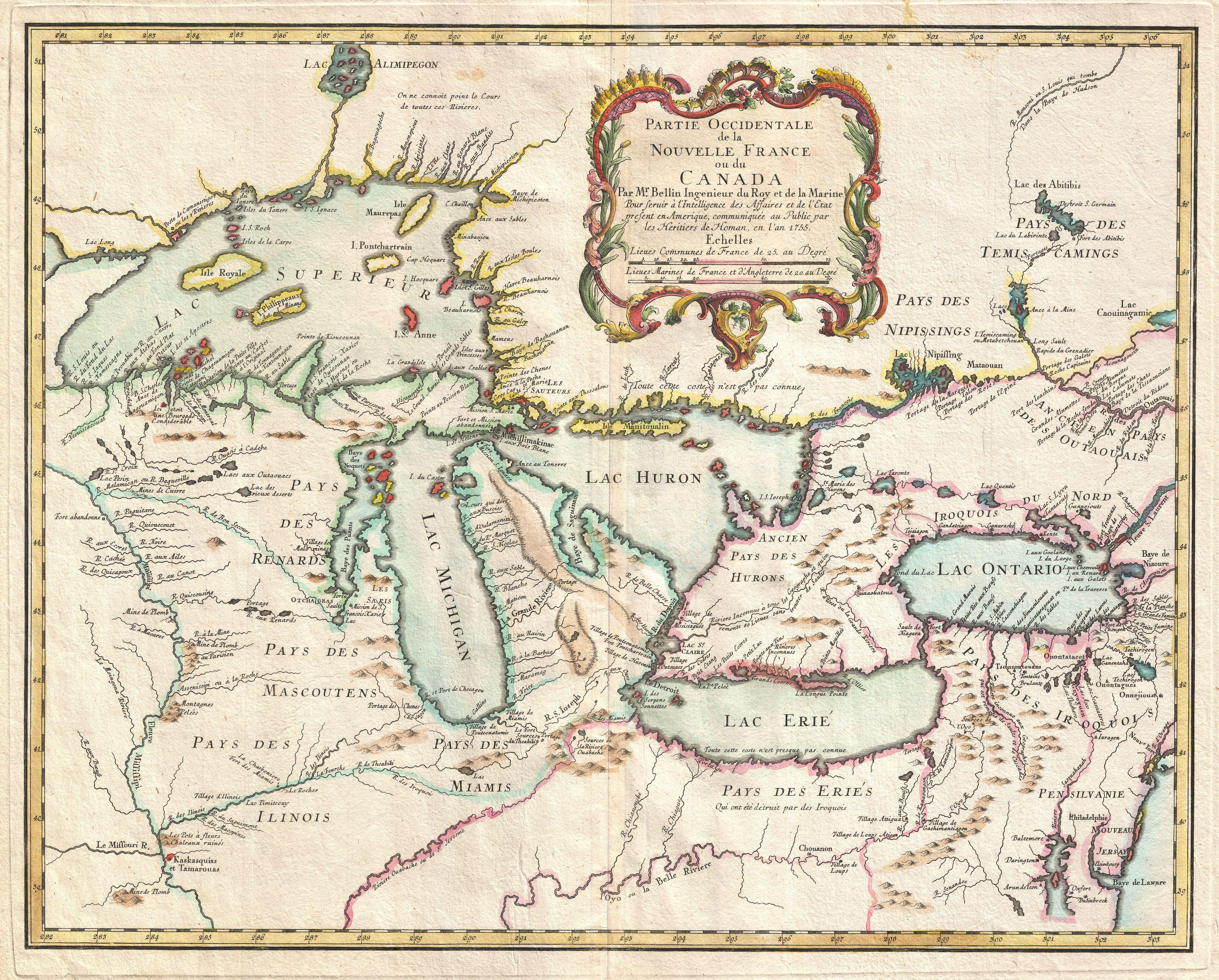
Mappa del Paese dall'alto del 1755

Il Paese dall'alto o Pays d'en Haut (francese: Pays-d'en-Haut) era un'area del Nordamerica che, durante la dominazione francese, indicava tutti quei territori, ancora poco popolati, a ovest di Montréal, cioè la regione a sud e a ovest dei Grandi Laghi. Questa espressione era di origine popolare, usata inizialmente dai coureurs des bois e dai missionari gesuiti, ma fu utilizzata ben presto anche dai funzionari della Nuova Francia e perfino dallo stesso re Luigi XIV. Quest'area faceva parte del Canada francese.

## Esplorazione e presa di possesso ufficiale
Il primo europeo ad avventurarsi nel Paese dall'alto fu Étienne Brûlé, che nel 1610-12 esplorò una parte della regione del lago Georgiennne. Nel 1613 Samuel de Champlain esplorò il fiume Ottawa e il lago Nipissing. In un secondo viaggio Champlain arrivò al lago Ontario e al lago Huron, esplorò la baia Georgienne e fece una mappa di questo territorio, dando il nome di mer douce. Dopo Champlain altri esploratori si recarono nella zona. Nel 1626 Joseph de la Roche Daillon si recò presso una tribù amerindiana del lago Erie dove studiò la lingua.
Il pays d'en Haut era abitato da tre grandi famiglie amerindiane: i Sioux, gli Irochesi e gli Algonchini.
Fino alla metà del Seicento furono pochissimi europei ad avventurarsi in questa regione. Nel 1639 fu aperta una missione gesuita. Nel 1649 nel piccolo villaggio di Sainte-Marie (oggi Midland) era abitato da una sessantina di francesi, ma venne evacuato l'anno dopo perché veniva continuamente attaccato dagli Irochesi. In quell'anno gli Irochesi annientarono gli Huroni, principali fornitori di pellicce in Nuova Francia, così il commercio delle pellicce fu interrotto e la stessa esistenza della Nuova Francia era a rischio.
Nel 1654 Médard Chouart des Groseilliers partì con alcuni compagni per esplorare la regione dei Grandi Laghi. Tornò dopo due anni con una cinquantina di canoe piene di pellicce. Nonostante la contrarietà del governatore d'Argenson, Des Groseilliers partì nuovamente con il cognato Pierre-Esprit Radisson nell'agosto 1659. I due esploratori arrivarono fino all'estremità del lago Superiore. Ritornarono l'anno successivo con un'enorme quantità di pellicce. 
Il 3 settembre 1670 l'intendente Jean Talon nominò Simon-François Daumont de Saint-Lusson commissario delegato per la ricerca delle miniere di ramenel pays 'en Haut. il 14 giugno 1671, in una cerimonia tenuta a Sault-Sainte-Marie, Saint-Lusson prese possesso della regione dei Grandi Laghi per conto del re di Francia. Da quel momento la regione dei Grandi Laghi era territorio francese e le quattordici nazioni indiane divennero suddite del re di Francia. Per gli indiani il re di Francia divenne "Onontio", cioè "père".
Nel 1671 Louis Jolliet e Jacques Marquette scoprirono il Mississippi.

## Un insediamento militare
Il Pays-d'en-Haut fu considerata non tanto una colonia di popolamento, quanto una regione strategica. L'obiettivo era infatti di controllare gli Irochesi e di fermare l'espansione dei coloni inglesi.
Il Pays-d'en-Haut fu un territorio di missioni. Desiderosi di convertire gli indiani alla religione cristiana, i Gesuiti fondarono la missione di Sainte-Marie già prima della metà del Seicento. Negli anni successivi i Gesuiti, i Recolleti e i Sulpiziani fondarono nuove missioni. I missionari riuscirono a imparare le lingue dei nativi e a fare da interpreti. Verso la fine del Seicento il ruolo dei missionari venne ridimensionato perché le autorità della Nuova Francia iniziarono ad edificare dei forti militari; il primo di questi fu il forte Cataracoui, costruito nel 1673.
A metà luglio del 1673, dopo aver costruito il forte Cataracoui, il governatore Frontenac ricevette i capi Irochesi e offrì la possibilità di fare la pace e di barattare le pellicce. Il forte Cataracoui fu costruito per proteggere Montréal e favorire l'espansione della colonia. Lo stesso Frontenac partecipò alla tratta delle pellicce; ogni anno si recava nel "suo" forte con una flotta di canoe per commerciare con gli Irochesi. Nel 1677 René-Robert Cavelier de La Salle, un protetto del governatore Frontenac, fece ricostruire il forte in pietra e, da quel momento, divenne Forte Frontenac. Forte Frontenac permise ai francesi di controllare la tratta delle pellicce nella regione dei Grandi Laghi. La Salle, dopo essere diventato amministratore e comandante del forte, fece costruire il forte Niagara nel 1678, il forte Saint-Jospeh nel 1679 e il forte Crevecoeur nel 1680.
Nel 1684 e nel 1687 l'amministrazione coloniale intraprese alcune azioni militari contro gli Irochesi. Come rappresaglia quest'ultimi attaccarono alcuni insediamenti coloniali delle cascate Lachine (vicinanze di Montréal), uccidendo ventiquattro persone e catturando sessanta. Con un ordine del govenratore generale della Nuova Francia, il Marchese di Denonville, il Forte Frontenac venne distrutto.
Ripresa la sua carica di governatore generale, Frontenac fece ricostruire il "suo" forte nel 1695. Stavolta era presidiato da trecento soldati. Il forte servì da allora come base per l'esplorazione del Pays d'en Haut, ma anche della Louisiana.
Col tempo il Pays d'en Haut divenne una regione militarizzata al fine di far fronte alla minaccia costante degli Irochesi e dalla continua espansione dei coloni inglesi. A capo di ogni forte c'era un comandante nominato dal governatore generale della Nuova Francia. Progressivamente i comandanti dei forti sostituirono i missionari come rappresentanti del governo francese. Verso la fine del secolo vennero costruiti nuovi forti, ma il governo centrale, causa le enormi spese, decise concentrare gli sforzi in pochi forti. Dopo il 1713 Versailles autorizzò la costruzione di nuovi forti.

## L'insediamento francese nel Pays d'en Haut
Nel Pays d'en Haut i francesi erano numericamente inferiori agli indiani. Le autorità fecero di tutto per evitare il meticciato tra francesi e nativi, tuttavia, dopo la costruzione dei forti militari, la regione attirò numerosi coureurs des bois, i quali trovarono le loro compagne nei villaggi e, da queste unioni, nacquero molti figli métis. I meticci presero solitamente i csotumi e la lingua dei nativi. Le autorità francesi consideravano i meticci, detti anche sang-mêlés, come esseri degeneri.
Le donne indiane erano un aiuto indispensabile per i francesi che vivevano nel Pays d'en Haut e che volevano mandare avanti la loro tratta di pellicce. Infatti le donne indiane aprivano la porta della loro tribù ai loro compagni francesi. Inoltre le donne indiane preparavano i pasti, raccoglievano la legna, lavavano i vestiti, confezionavano i mocassini e le pelli.
Sebbene le politiche d'assimilazione da parte delle autorità furono fallimentari, le unioni tra coureurs des bois e donne indiane diedero vita a un nuovo popolo: i métis. I métis parlavano un francese misto alle lingue amerindiane.

## La fondazione di Detroit
Nel 1701 Antoine Laumet de La Mothe, Signore di Cadillac fece costruire un forte denominato Fort Pontchartrain du Détroit in onore del conte di Pontchartrain, all'epoca ministro della marina. Questo forte era situato all'estremità occidentale del Lago Erie. Cadillac voleva fondare una città che fosse diventata la "Parigi della Nuova Francia".
Nel 1706 Detroit contava 216 abitanti. Con lo scopo di popolare la città, il governatore Cadillac procedette alla concessione di terre. Nel 1708 Cadillac fu rimosso dall'incarico e il comando di Detroit passò a François Dauphin de La Forest, un militare riconosciuto per la sua incompetenza. I piani di sviluppo per Detroit furono abbandonati.
Nel Settecento gli unici insediamenti francesi stabili nel Pays d'en Haut furono Detroit e Sault-Sainte-Marie.

## Dopo il 1763
Dopo il Trattato di Parigi il Pays d'en Haut passò sotto controllo britannico. La maggior parte dei forti costruiti dai francesi vennero distrutti. Per alcuni decenni le comunità francofone della zona vissero relativamente in pace.
Dopo l'indipendenza degli Stati Uniti la parte a sud dei Grandi Laghi passò sotto la neonata repubblica, mentre a nord restò sotto dominazione britannica.
L'eredità francese di questo territorio resta nei numerosi toponimi lasciati, molti dei quali vennero successivamente tradotti in inglese.